# Шомонтель
Шомонтель (фр. Chaumontel) — муниципалитет во Франции, в регионе Иль-де-Франс, департамент Валь-д'Уаз. Население — 3 281 человек (1999).
Муниципалитет расположен на расстоянии около 30 км севернее Парижа, 29 км восточнее Сержи.

## Демография
Динамика населения (Cassini и INSEE):